# Antoine-Vincent Arnault
Antoine-Vincent Arnault (París, 1 de enero de 1766 - Goderville, 16 de septiembre de 1834) fue un político, poeta y dramaturgo francés, padre del también dramaturgo Lucien Arnault.
Arnault nació en París el 1 de enero de 1766. Su primera obra, Marius à Minturne (1971), consagró inmediatamente su reputación. Un año después, se publicó su segunda tragedia, Lucrèce. Arnault salió de Francia durante El Terror, pero a su regreso fue arrestado por las autoridades revolucionarias. Fue liberado gracias a la intervención, entre otros, del también dramaturgo y poeta Fabre d'Églantine.
Arnault se convirtió en amigo de Napoleón Bonaparte, quien en 1797 le puso al cargo de la organización administrativa de las Islas Jónicas, ocupadas por Francia. En 1799, Napoleón le hizo miembro del Instituto de Francia, además de darle un puesto en el Ministerio del Interior. Murió en Goderville el 16 de septiembre de 1834.
Otras de sus obras son Blanche et Moncassin, ou Les Vénitiens (1798) o Germanicus (1816)